# میکیتا پلیولیاخ
میکیتا پلیولیاخ (اوکراینی: Микита Анатолійович Полюлях؛ زادهٔ ۱۵ مارس ۱۹۹۳) بازیکن فوتبال اهل اوکراین است.
از باشگاه‌هایی که در آن بازی کرده‌است می‌توان به باشگاه فوتبال استال آلچفسک، باشگاه فوتبال دنیپرو، و باشگاه فوتبال متالورگ دونتسک اشاره کرد.
وی همچنین در تیم‌های ملی فوتبال Ukraine national under-16 football team, Ukraine national under-17 football team, Ukraine national under-18 football team، و Ukraine national under-19 football team بازی کرده‌است.